# Мельничный Починок
Мельничный Починок — село в Рыбно-Слободском районе Республики Татарстан Российской Федерации.
Посёлок расположен на берегу Куйбышевского водохранилища (Кама), в 90 км к юго-востоку от Казани (112 км по дороге). Высота над уровнем моря — 68 метров.
Улицы в селе Мельничный Починок:
- ул. Давыдова
- ул. Западная
- ул. Заречная
- ул. Кирова
- ул. Школьная

## История
Известно с 1646 года. До 1861 жители относились к категории помещичьих крестьян. Занимались земледелием, разведением скота. В начале XX века в селе функционировали старообрядческая молельня, церковно-приходская школа (открыта в 1891 году), 2 мельницы, крупообдирка, 4 мелочные лавки. В этот период земельный надел сельской общины составлял 1149 десятин.
Большая часть жителей старообрядцы (рябиновцы), бывшие крепостные помещика Кандалинцева.
Мельничнопочинокский сельский совет был присоединен к Урахчинскому сельскому совету в 1959 г.

## Население
| 1782       | 1859 | 1897 | 1908 | 1920 | 1926 | 1938 | 1949 | 1958 | 1970 | 1989 | 2002 | 2010 |
| ---------- | ---- | ---- | ---- | ---- | ---- | ---- | ---- | ---- | ---- | ---- | ---- | ---- |
| 120 (муж.) | 690  | 1291 | 1321 | 1165 | 1099 | 978  | 690  | 533  | 419  | 224  | 267  | 176  |

## Известные личности
• Давыдов Селивёрст Васильевич (15.01.1918 - 14.01.1992), участник Великой Отечественной войны, герой Советского Союза.